# 11449 Стефвернер
11449 Стефвернер (11449 Stephwerner) — астероїд головного поясу, відкритий 22 серпня 1979 року.
Тіссеранів параметр щодо Юпітера — 3,283.